# Śrāvakabuddha
Śrāvakabuddha, parfois orthographié Sāvakabuddha, est un terme pali utilisé rarement dans le bouddhisme Theravāda pour désigner un disciple éclairé d'un Bouddha. Ces disciples éclairés ont obtenu le nibbāṇa en entendant le dharma tel qu'initialement enseigné par un Sammāsambuddha. Un Śrāvakabuddha se distingue d'un Sammāsambuddha et d'un Paccekabuddha. La désignation standard pour une telle personne est « arhat ».
Les bouddhas sont censés atteindre le nibbāṇa par leurs propres efforts et idées. Un Śrāvakabuddha peut également conduire les autres à l'éveil, mais ne peut pas enseigner le dharma dans un temps ou un monde où il a été oublié, car ils dépendent d'une tradition qui remonte à un Sammāsambuddha.
Le terme Sāvakabuddha est utilisé dans les commentaires de Theravadin mais ne figure pas dans les écritures du canon pāli.
Sāvaka signifie « celui qui entend » — une personne qui suit le chemin de l'illumination en écoutant les instructions des autres —. Les laïcs, qui font des vœux spéciaux, sont appelés sāvakas. 

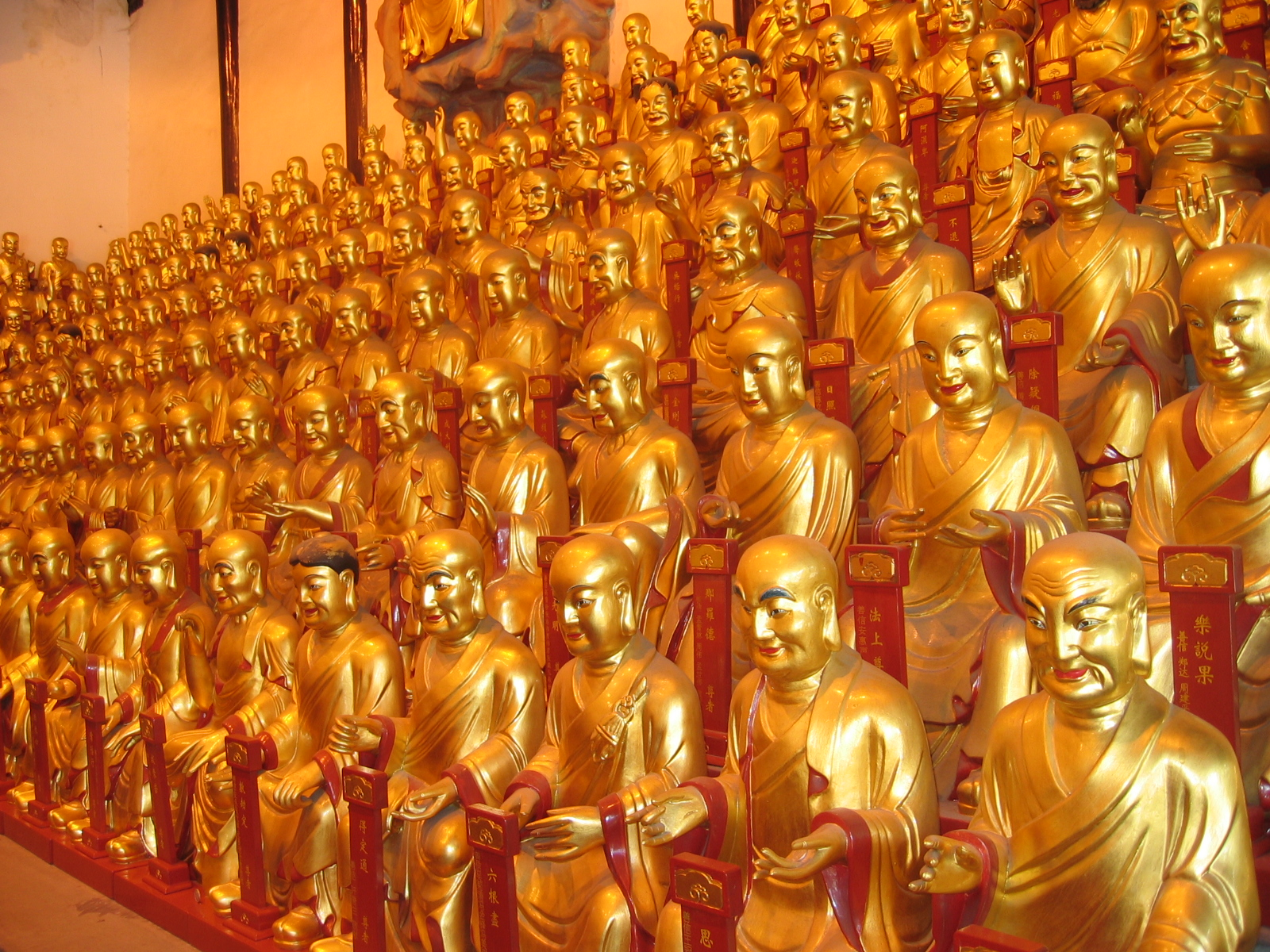
Statues des 500 arhats dans le temple Longhua à Shanghai, Chine

## Étymologie
Śrāvaka (en pali : Sāvaka) signifie littéralment « celui qui écoute », par exemple, un bouddhiste qui suit le chemin de l'illumination en suivant les directions de ce qu'il entend de la bouche des autres.

## Usage
Lorsque le terme Sāvakabuddha est utilisé, il fait référence au troisième « type de bouddhas », après Samyaksambuddha et Pratyekabuddha. Le terme n'est pas bien connu et est utilisé dans les commentaires Theravāda et non dans les écritures du canon pāli.